# Giuseppe Franzi
Giuseppe Franzi (Pallanza, 24 luglio 1824 – Pallanza, 22 giugno 1893) è stato un politico e avvocato italiano.
Fu senatore del Regno d'Italia nella XVIII legislatura.

## Biografia
Nato a Pallanza, frazione di Verbania, il 24 luglio 1824, dal notaio Serafino Franzi ed Antonia Varini, si laureò in legge all'Università di Torino il 15 maggio 1844, non ancora ventenne. Fu ammesso al patrocinio legale il 29 maggio 1846, dopo aver fatta la sua pratica forense presso l'avvocato Barberis d'Intra.
Fu vice pretore di Pallanza dal 1846 al 1851 e di Intra dal luglio 1846 al febbraio 1849.
In quel tempo fu nominato membro della regia commissione di revisione sulla stampa, creata da re Carlo Alberto all'epoca della Riforma; provveditore agli studi per la provincia di Pallanza, carica che tenne dal 1849 al 1859; membro della commissione di revisione delle opere pie della provincia di Pallanza, ufficio in cui durò dal 1846 al 1858. Era, inoltre, avvocato erariale dal 1859 e presidente del consiglio dell'Ordine degli avvocati dalla sua istituzione.
Con la fiducia del Governo camminava pari passo la fiducia dei suoi concittadini, che lo vollero presidente della Congregazione di carità di Pallanza dal 1848 al 1862 e sindaco della città dal 1854 al 1862; membro del Consiglio provinciale di Pallanza dal 1850 fino alla soppressione della provincia stessa che fu mutata, per la nuova circoscrizione amministrativa, in circondario. Di questo consiglio provinciale fu presidente nel 1853.
Allargatisi gli ordinamenti in seguito alla fortunata costituzione del Regno d'Italia, egli venne ben presto nominato ai più alti uffici elettivi: nel 1867 fu eletto a consigliere provinciale di Novara e quel mandato gli fu costantemente confermato dagli elettori fino a questi ultimi anni. Fece quasi sempre parte della deputazione provinciale, riferendo con autorità e competenza somme sopra importantissime pratiche interessanti l'amministrazione provinciale, i comuni inerenti e le opere pie, conquistandosi giustamente estimazione grandissima fra i suoi colleghi ed in tutta la provincia novarese.
Fu eletto deputato al parlamento per il collegio di Pallanza nelle legislature XI, XII a suffragio ristretto e in quelle XV, XVI, XVII a suffragio allargato, per il collegio di Novara. Alla Camera apprezzarono subito la sua dottrina, la sua speciale competenza e pratica d'affari; fu membro e vicepresidente della giunta delle elezioni, commissario e presidente delle diverse inchieste parlamentari, più volte presidente degli uffici, commissario e relatore di molti progetti di legge.
A Roma, il 10 ottobre 1892, venne nominato senatore del Regno, facendo appena in tempo a prestare giuramento nella seduta reale, quando in quel momento cadde affetto da un malanno.
Tornato a Pallanza, visse gli ultimi otto mesi sotto malattia, che si aggravò sempre più. Morì il 22 giugno 1893 e venne sepolto presso il cimitero di Pallanza.

## Vita privata
Sposò in prime nozze Clelia Garassini (Genova, 1825 - Pallanza, 23 gennaio 1849); rimasto vedovo si risposò, il 28 aprile 1851, con la nobildonna Teresa Viani Visconti.
Ebbe quattro figli: 
- Serafino, dalla prima moglie;
- Serafina Maria, Serafino Marco Augusto, Pietro Vittorio, dalla seconda.